# Ришар III (граф Родеза)
Ришар III де Мийо (фр. Richard III de Millau; р. ок. 1065, ум. после 1119) — первый граф Родеза (с 1112).
Сын Беренгера II, виконта Мийо и Жеводана, и его жены Адели, виконтессы Карлата и Лодева. Племянник кардиналов Бернара де Мийо и Ришара де Мийо.
После смерти родителей (не позднее 1096) владения поделили старшие сыновья: Ришар получил виконтства Мийо и Карлат, его брат Жильбер — Жеводан и Лодев.
В 1096 году граф Тулузы Раймонд де Сен-Жиль, отправляясь в крестовый поход, заложил Ришару часть города Родез — столицы графства Руэрг.
Альфонс Журден, принявший в 1112 году управление Тулузским графством, был ещё ребёнком, и над его владениями нависла угроза со стороны Гильома IX Аквитанского. Воспользовавшись благоприятной политической обстановкой, Ришар III в 1112 году объявил себя графом Родеза.
Ришар III последний раз упоминается в документе от 26 июня 1119 года. Датой его смерти иногда указывается 1135 год.
Имя жены — Аделаис (Аделаида), происхождение не установлено, свадьба не позднее 1097. Сын:
- Гуго I (ум. 1154), граф Родеза.